# 베를린 프리드리히슈트라세역
베를린 프리드리히슈트라세역(Bahnhof Berlin Friedrichstraße)은 베를린 미테구 미테에 있는 철도역이다. 독일 내에서 2급역으로 분류된다. 운터덴린덴, 브란덴부르크 문, 국가의회 의사당 등 베를린 도심부의 주요 관광지에 인접해 있으며, 버스 및 노면전차와도 환승할 수 있다.
지역간 열차와 S반 열차는 지상 승강장 3면에 정차하며, 남쪽에서 북쪽으로 각각 A, B, C 승강장으로 불린다. 지상 승강장은 도심선 교각 위에 위치해 있다. 지하 서쪽에는 베를린 남북 S반선(라이히스타크우퍼 아래)의 D 승강장, 지하 동쪽에는 U6 승강장이 프리드리히슈트라세 아래에 있다.
독일 분단 시기에는 서베를린과 동베를린 국경 통과 지점이었다.
일일 이용객 수는 262,000명으로 바로 다음 역인 베를린 중앙역에 이어서 이용객이 가장 많은 역이다.

## 도시 철도
프리드리히슈트라세 지하철역은 하인리히 예넨과 알프레드 그레난데르가 설계했으며 1923년 1월 30일 프리드리히슈트라세역역(Bahnhof Friedrichstraße)으로 개업했다. 1924년 9월 15일 슈타트반(프리드리히슈트라세)(Stadtbahn (Friedrichstraße))로 개명되었다가 1936년 2월 1일에 되돌아갔다. 1976년 2월부터는 단순하게 프리드리히슈트라세역으로만 불렸다. 1928년부터는 C선으로 불렸고, 1966년 3월 1일부터는 6호선으로 불렸다. 1984년 1월 9일에는 U6으로 개칭되었다.
도시 철도 건설 과정에서 지상역 동부 기반이 손상되어 더 깊은 곳에 다시 지어졌다. 지상 S반과 열차선은 지하철역 남쪽에서 수직으로 교차한다. 지하철역 북쪽은 슈프레강을 건너기 전에 늪지 약 60 m를 통과하며, 이를 위해서 지하 29 m에 기반이 세워졌다. 승강장은 지표면 지하 6.65 m에 세워졌으며 폭은 7 m이다. 건설 당시 길이는 약 80 m였다. 기존에 도로 중앙 교통섬으로 연결되었던 출구를 대체하기 위한 북쪽 출입구에는 계단이 두 개 있으며 1936년 2월 1일에 개통했다. 같은 날에 베를린 남북 S반선과도 연결되었다. 건설 당시에 녹색이었던 승강장 외벽이 노란색 타일로 교체되었다. 새로운 역명판이 벽에 게시되었고, 내부에서 조명이 비치도록 오팔 유리로 제작되었다.
1945년 말 지하철 영업이 중단되었다. 1945년 5월 2일 SS에 의해서 란트베어 운하 아래의 남북 S반선 터널 아래가 폭파되었다. 터널 폭파로 유입된 물이 지하철역까지 침범하여 C선 구간까지 침수되었다. 1945년 6월 12일에 운행이 재개되었다.
베를린 장벽 건설 이후 이 역은 서베를린과 동베를린간의 환승역으로 기능했다. 1961년 8월 13일 지상으로 향하는 모든 출입구가 폐쇄되었고 이후에 완전히 봉쇄되었다. 남북 S반선과 연결되는 환승 통로만 남아 있었고, 해당 통로는 사실상의 치외법권 지대로 기능했다. 이후에는 동베를린으로 입경할 수 있었다. 당시 서베를린 지하철역 중 동베를린에 있었으나 유령역이 아니었던 유일한 정거장이었다. 동독 측에서는 이 승강장에서 인터숍을 운영했다. 당시 서독에서는 동독으로의 출국 없이 이 역의 인터숍만을 이용하는 것은 출입국에 따른 면세 한도 적용으로 간주하지 않았기 때문에 서베를린 세관원이 탑승하여 휴대품 검사 관세 징수를 수행하기도 했다.
1990년 7월 2일 국경 통제가 폐지되면서 지상 출입구가 다시 개방되었다. 1992년 9월부터 1995년 6월까지 6량 열차가 정차할 수 있도록 남쪽으로 승강장이 연장되었다. 승강장 외벽도 보수되어 흰색으로 칠해졌고, 2010년부터는 역 전체가 흰색이 되었다. 광고판이 철거된 후 그 자리에는 프로젝터를 통해서 광고를 송출하고 있다.

## 어린이 수송 기념물

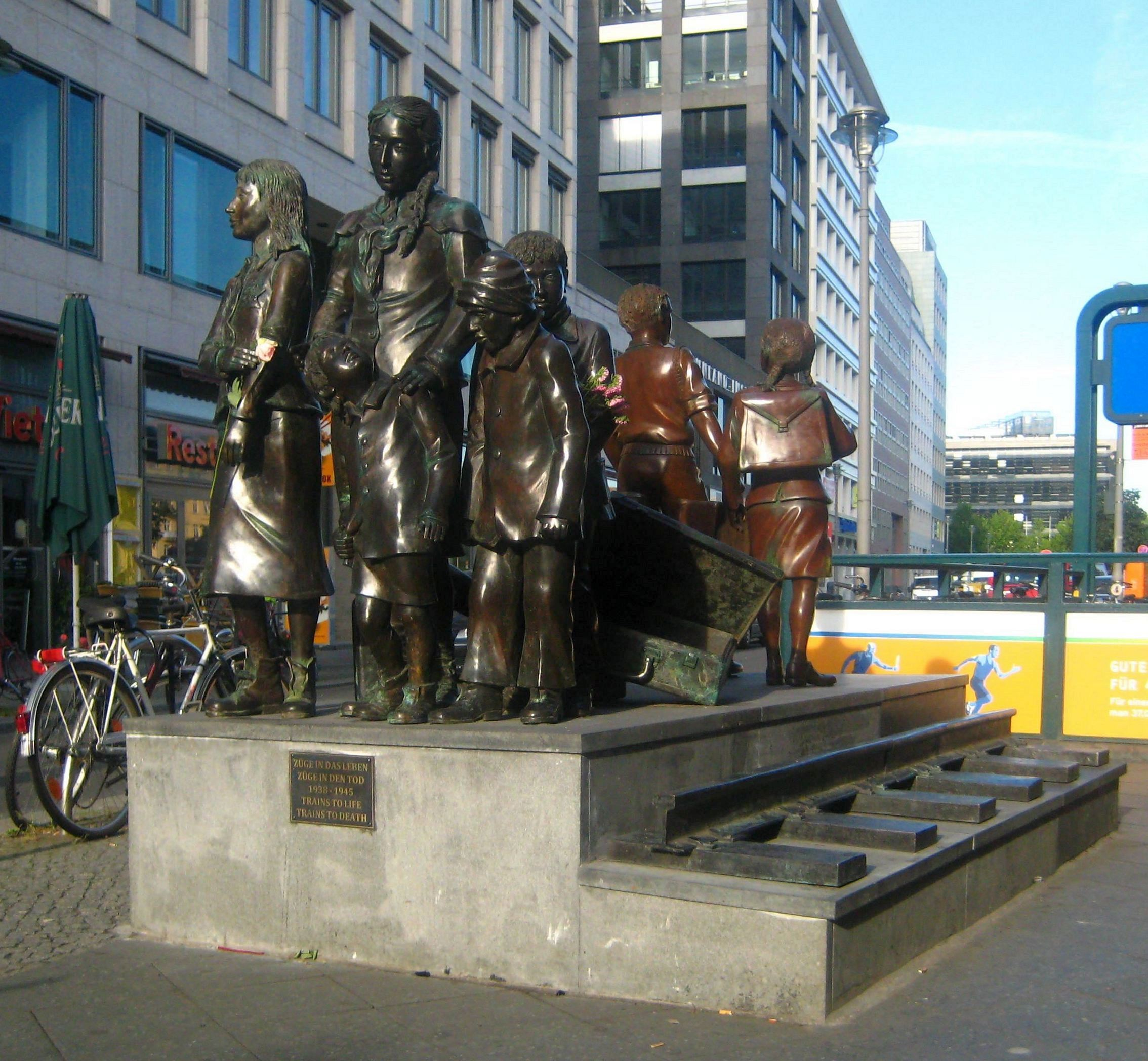

2008년 11월 30일 역 남쪽의 도로테아슐레겔플라츠(Dorothea-Schlegel-Platz)에 1938년과 1939년에 이 역을 경유하여 런던으로 수송된 유대인 아동 10,000명을 기념하는 기념건축물이 세워졌다. 이 작전으로 구출된 조각가 프랑크 마이슬러(Frank Meisler)를 비롯하여 독일, 영국, 이스라엘, 오스트리아, 스위스, 미국에 거주하고 있는 50명이 제막식에 참가했다.

## 인접 철도역
| HBX                                               | HBX                    | HBX                                              |
| ------------------------------------------------- | ---------------------- | ------------------------------------------------ |
| 중앙역 탈레 중앙역/고슬라어 방면                  | 하르츠베를린엑스프레스 | 알렉산더플라츠 동역 방면                         |
| RE·RB                                             |                        |                                                  |
| 중앙역 마그데부르크 중앙역 방면                   | RE 1                   | 알렉산더플라츠 프랑크푸르트 (오데르) 중앙역 방면 |
| 중앙역 나우엔 방면                                | RE 2                   | 알렉산더플라츠 콧부스 중앙역 방면                |
| 중앙역 데사우 중앙역 방면                         | RE 7                   | 알렉산더플라츠 젠프텐베르크 방면                 |
| 중앙역 비스마르 방면                              | RE 8                   | 알렉산더플라츠 BER 공항 방면                     |
| 중앙역 포츠담 골름역 방면                         | RB 23                  | 알렉산더플라츠 BER 공항 방면                     |
| 베를린 S반 지하 승강장                            |                        |                                                  |
| 오라니엔부르거 슈트라세 오라니엔부르크 방면       | S1                     | 브란덴부르거 토어 반제 방면                      |
| 오라니엔부르거 슈트라세 베르나우 바이 베를린 방면 | S2                     | 브란덴부르거 토어 블랑켄펠데 방면                |
| 오라니엔부르거 슈트라세 헤니히스도르프 방면       | S25                    | 브란덴부르거 토어 텔토 슈타트 방면               |
| 오라니엔부르거 슈트라세 블랑켄부르크 방면         | S26                    | 브란덴부르거 토어 텔토 슈타트 방면               |
| 베를린 S반 지상 승강장                            |                        |                                                  |
| 중앙역 슈판다우 방면                              | S3                     | 하케셔 마르크트 에르크너 방면                    |
| 중앙역 베스트크로이츠 방면                        | S5                     | 하케셔 마르크트 슈트라우스베르크 노르트 방면     |
| 중앙역 포츠담 방면                                | S7                     | 하케셔 마르크트 아렌스펠데 방면                  |
| 중앙역 슈판다우 방면                              | S9                     | 하케셔 마르크트 BER 공항 방면                    |
| 베를린 지하철                                     |                        |                                                  |
| 오라니엔부르거 토어 알트테겔 방면                 | U6                     | 운터 덴 린덴 알트마리엔도르프 방면               |

## 참고 문헌
- Reichsbahnoberbaurat Woltmann: Die neuen Bahnsteighallen auf dem Bahnhof Friedrichstraße in Berlin. In: Der Bauingenieur. 6. Jg., Heft 9, 10. Mai 1925, S. 321–329.
- Michael Magercord: Endstation Grenze – Bahnhof Friedrichstraße. Berlin 1986, Erfurt, September 2009.
- Harald Neckelmann: Friedrichstraße Berlin zu Beginn des 20. Jahrhunderts. Berlin Story Verlag Berlin, 2012, ISBN 978-3-86368-069-5.
- Am Frauentag verteilten die Grenztruppen Schnittblumen. In: Berliner Zeitung. 17. November 1999 – Beschreibung der damaligen Grenzübergangsstelle im Bahnhof